# Dipartimento di Estelí
Il dipartimento di Estelí è uno dei 15 dipartimenti del Nicaragua, il capoluogo è la città di Estelí.

## Comuni
1. Condega
2. Estelí
3. La Trinidad
4. Pueblo Nuevo
5. San Juan de Limay
6. San Nicolás